# Degeneração celular
Degeneração celular é uma lesão reversível decorrente de alterações bioquímicas que resultam no acúmulo de substâncias no interior das células.

## Classificação[1]
-Degeneração hidrópica: Água. 
2. Degeneração gordurosa: Lipídios. 
3. Degeneração hialina: Proteínas. 
4. Degeneração mucoide: Muco. 

5. Degeneração glicogênica: Carboidratos